# Jan-André Freuler
Jan-André Freuler, né le 25 février 1992 à Reichenburg, est un coureur cycliste suisse. Il participe à des compétitions sur route et sur piste. Il est le neveu de l'ancien cycliste professionnel Urs Freuler.

## Biographie
Durant l'été 2017, il est retenu en équipe nationale pour participer à la course en ligne des championnats d'Europe, à Herning.
En 2018, il est recruté par l'équipe continentale Amore & Vita-Prodir. Il quitte cette formation le 30 juin 2019.

## Palmarès sur piste

### Championnats de Suisse
- 2014
  - 2e du keirin
  - 3e du kilomètre
  - 3e du scratch
  - 3e de l'américaine
- 2015
  - 2e de la course à l'élimination
  - 3e de la vitesse
- 2016
  -  Champion de Suisse de vitesse
  -  Champion de Suisse du keirin
  - 3e du scratch
- 2017
  - 2e du kilomètre
  - 2e de la course aux points
  - 2e du scratch
- 2019
  - 2e de la course par élimination

## Palmarès sur route
- 2015
  - Grand Prix Raiffeisen
  - 2e étape du Tour du Piémont Vosgien
- 2016
  - Dijon-Auxonne-Dijon
- 2017
  - Tour de la Courtine
  - Grand Prix de Lucerne
- 2018
  - Jahresklassement
  - Enfer du Chablais
  - Isikon-Grüter
- 2019
  - 2e du championnat de Suisse élites nationaux